# George Manning Furby House
George Manning Furby House ist ein Wohnhaus des mittleren 19. Jahrhunderts in Port Hope in der Nähe der Mündung des Ganaraska River, der kanadischen Provinz Ontario, das von seinem Namensgeber George Manning Furby erbaut wurde und heute unter der Adresse 61, Bramley Street N., Port Hope, Ontario, L1A, Canada seinen Standort hat.
Das Haus wurde am 21. April 1986 zum Kulturdenkmal der Stadt Fort Hope in der Provinz Ontario, Kanada deklariert. Umgeben ist das Haus von einem großen parkähnlichem Grundstück, welches mit großen Bäumen und Hecken eingefasst ist. Hierdurch ist das Haus von der Straße nicht direkt einsehbar.
Am Gebäude erkennt man gut die Weiterentwicklung durch die unterschiedlichen Gestaltungsmöglichkeiten zu seiner Erbauungszeit. Sowohl die Außenansicht, als auch die Inneneinrichtung spiegeln verschiedene Dekaden vom mittleren bis Ende des 19. Jahrhunderts wider. Im Außenbereich des zweieinhalb geschossigen Hauses ist, die Verkleidung mit Holz, die Dachschindeln und die besonders geformten Fenster für die an die Gotik erinnerte Form verantwortlich.
Bei der Inneneinrichtung sind besonders die 3 unterschiedlichen Kaminsimse erhalten geblieben. Wobei ein Kaminsims vom East Lake style und ein anderer vom Greek Revival style beeinflusst sind. Der Türeingangs-Rahmen, der Torbogen und das Treppenhaus aus der Mitte des viktorianischen Zeitalters sind im Original erhalten. Durch die Dachform hat das Haus einen italienisch anmutenden Charakter.